# Xistrella ophthalmica
Xistrella ophthalmica är en insektsart som först beskrevs av Bolívar, I. 1909.  Xistrella ophthalmica ingår i släktet Xistrella och familjen torngräshoppor. Inga underarter finns listade i Catalogue of Life.